# Ênio Tatto
Ênio Francisco Tatto (Frederico Westphalen, 20 de maio 1960), é um contador e político brasileiro, filiado ao Partido dos Trabalhadores (PT). 
Atualmente exerce o sexto mandato de deputado estadual pelo estado de São Paulo. É irmão dos também políticos Arselino, Nilto, Jilmar e Jair Tatto, com reduto eleitoral na Capela do Socorro, zona Sul da cidade de São Paulo.

## Trajetória
É o sétimo filho de Jácomo Tatto e Inês Fontana Tatto.
Enio migrou para São Paulo, em 1978. formou-se em ciências contábeis e foi metalúrgico.
Em 2002 foi eleito deputado estadual, sendo reeleito em 2006, 2010, 2014 e 2018. Nesse período, chegou a liderar a bancada do seu partido na Assembleia Legislativa de São Paulo.